# Goudon

Goudon este o comună în departamentul Hautes-Pyrénées din sudul Franței. În 2009 avea o populație de 224 de locuitori.

## Evoluția populației
| An        | 1975 | 1982 | 1990 | 1999 | 2006 | 2009 |
| --------- | ---- | ---- | ---- | ---- | ---- | ---- |
| Populație | 189  | 209  | 225  | 217  | 225  | 224  |